# ويني ذا بوه: دم وعسل
ويني ذا بوه: الدم والعسل (بالإنجليزية: Winnie-the-Pooh: Blood and Honey)‏ هو فيلم تقطيع كوميديا سوداء مستقل قادم من تأليف وإخراج ريس فريك ووترفيلد ومن بطولة آمبر دويغ ثرون، ماريا تايلور، دانييل رونالد وناتاشا توسيني.

## وصلات خارجية
- ويني ذا بوه: الدم والعسل على موقع IMDb (الإنجليزية)
- ويني ذا بوه: الدم والعسل على موقع ميتاكريتيك (الإنجليزية)
- ويني ذا بوه: الدم والعسل على موقع روتن توميتوز (الإنجليزية)
- ويني ذا بوه: الدم والعسل على موقع ألو سيني (الفرنسية)
- ويني ذا بوه: الدم والعسل على موقع أول موفي (الإنجليزية)
- ويني ذا بوه: الدم والعسل على موقع فيلمافينيتي (الإسبانية)
- ويني ذا بوه: الدم والعسل على موقع قاعدة بيانات الأفلام السويدية (السويدية)
- ويني ذا بوه: الدم والعسل على موقع قاعدة بيانات الفيلم (الإنجليزية)
- ويني ذا بوه: الدم والعسل على موقع ليتربوكسد (الإنجليزية)
- ويني ذا بوه: الدم والعسل على موقع كينوبويسك (الروسية)